# Attalea speciosa
Espèce
Classification APG III (2009)
Attalea speciosa est une espèce de plantes à fleurs de famille des Arecaceae (les palmiers). Elle est originaire d'Amérique du Sud (Guyane, Suriname, Brésil, Bolivie). Ses fruits, semblables à de petites noix de coco, forment de grosses grappes,et fournissent une huile utilisée pour la production de biocarburants ou en cosmétique.
L'espèce est appelée « babaçu » en portugais, et est parfois francisé en « babassou » ou « babassu ».

## Synonymes
- Orbignya barbosiana Burret
- Orbignya huebneri Burret
- Orbignya martiana Barb.Rodr.
- Orbignya oleifera Burret
- Orbignya phalerata Mart.
- Orbignya speciosa (Mart.) Barb.Rodr.

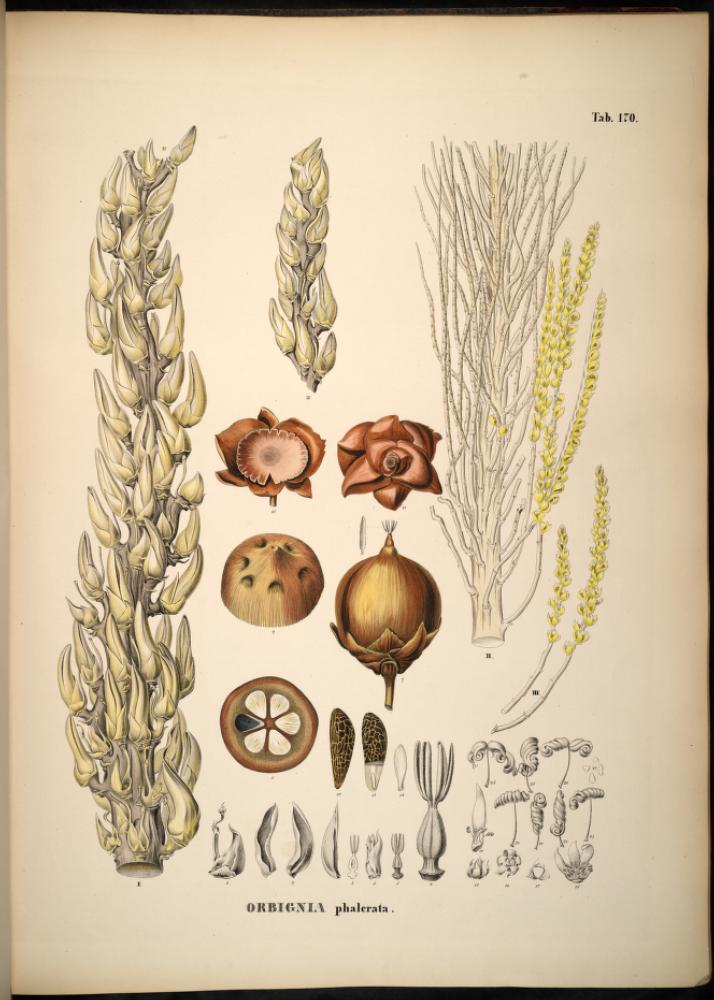
Planche représentant les feuilles, fruits et graines (ici sous le nom synonyme de Orbignya phalerata).